# Я знаю, что вы снимали этим летом
«Я знаю, что вы снимали этим летом» (англ. Voyeur.Com) — американский фильм ужасов 2000 года, поставленный режиссёром Майлзом Фельдманом.

## Сюжет
Двое молодых людей создают своего рода реалити-шоу, в котором участвуют девушки без комплексов. Они расставляют по дому, где проходит шоу, веб-камеры и транслируют все действия через Интернет.
Для этого был проведён кастинг и нанят администратор, реализующий трансляцию. Однако среди девушек имеется скромная и закомплексованная девушка, ставшая главной героиней. В то же время в доме появляется некий человек, который начинает последовательно убивать участниц.

## В ролях
- Джена Романо — Мэри
- Адам Уинер — Алекс
- Тоня Ричардсон — Рикки
- Трэвис Шейкспир — Алекс
- Кери-Энн Телфорд — Дженнифер
- Ванесса Натманн — Хэйди
- Шеннон Хатчинсон — Лиза
- Лори Сирл — Сара
- Райан Бун — Ренди
- Кевин Пасс — Ньют
- Айва Хаспергер — Нэнси
- Эрик Адам Уиттгрен — Аллен
- Роб О’Малли — Рики
- Скотт Берман — Тим
- Алек Дежймс — Убийца